# Mette Ingvartsen
Mette Højriis Ingvartsen, född 27 maj 1980 i Århus, är en dansk dansare, koreograf, performancekonstnär, filosofie doktor och professor i koreografi.

## Biografi
Mette Ingvartsen kom i kontakt med dans i mycket unga år, hon var då medlem av en dansgrupp ledd av koreografen Marie Brolin Tani i Århus. Från 1999 studerade hon i Amsterdam och Bryssel, där hon tog examen 2004 vid dansskolan P.A.R.T.S. Senare har hon utbildat sig till filosofie doktor i koreografi vid UNIARTS på Lund universitet, med inriktning på relationen mellan konstnärens teoretiska arbete och den konstnärliga praktiken.
Sedan 2002 har Mette Ingvartsen arbetat i Bryssel med koreografi, performance och 'levande installationer' som både är konceptuella och fysiska. Hennes arbete med konst är alltid fast förankrat i teoretiskt arbete.
Hon skapade sin första performance, Manual Focus (2003), medan hon ännu studerade. Därefter initierade hon olika forskningsprojekt kring performance, bland annat 50/50 (2004), to come (2005), Why We Love Action (2007), IT’S IN THE THE AIR (2008), GIANT CITY (2009) and All the way out there... (2011).
Frågor kring proprioception, perception, grundaffekter och sinne är centrala. Hon har också intresserat sig för att koreografi inte bara relaterar till den fysiska kroppen utan också olika slag av icke-mänskliga aktörer och animerade material och har växlat hierarki mellan dansarens kropp och omgivande objekt. Detta startade Evaporated landscapes (2009), med skum, dimma, ljus och ljud i stället för dansande kroppar.
Efter arbete med detta kom en återgång till människokroppen – produktioner där kropp, sexualitet, nakenhet, privatliv och hur dessa relaterar till publiken blev central. År 2014 började hon arbeta med The Red Pieces, som inleddes med 69 positions (2014). Där ifrågasattes gränser mellan privat och publikt rum genom att placera en naken kropp i publiken. I den andra produktionen, 7 pleasures (2015), undersökte hon sju aspekter av njutning. Den tredje produktionen var to come (extended) (2017), baserad på to come (2005)ett tidigare verk för fem dansare. Serien The Red Pieces innefattade också 21 pornographies (2017) och The Permeable Stage (2016). Den första har inslag av pornografi.
Mellan 2013 och 2016 var Mette Ingvartsen verksam på Bryssels Kaaitheater, som har visat hennes verk sedan 2004. Mellan 2010 och 2015 var hon ansluten till nätverket apap - advancing performing arts project. Från 2017 är hon medlem av ett konstnärligt team som leds av Chris Dercon på Volksbühne i Berlin.
Vid sidan av arbetet med föreställningar har Mette Ingvartsen arbetat med forskning, författarskap och undervisning för att utveckla metodologi och koreografisk praktik. Sedan 2005 arbetar hon med everybodys, ett samarbetsprojekt som bygger på principen open source. År 2017 blev Mette Ingvartsen Valeska Gert Visiting Professor vid Freie Universität Berlin.

## Produktioner
- Solo negatives (Mette Ingvartsen, 2002)
- Manual Focus (Mette Ingvartsen, 2003)
- Out Of Order (Mette Ingvartsen, 2004)
- 50/50 (Mette Ingvartsen, 2004)
- To come (Mette Ingvartsen, 2005)
- Why We Love Action (Mette Ingvartsen / Great Investment, 2007)
- IT'S IN THE AIR (Mette Ingvartsen / Great Investment in collaboration with Jefta van Dinther / Sure Basic, 2008)
- GIANT CITY (Mette Ingvartsen / Great Investment, 2009)
- Evaporated landscapes (Mette Ingvartsen / Great Investment, 2009)
- The Extra Sensorial Garden (Mette Ingvartsen / Great Investment, 2010)
- The Light Forest  (Mette Ingvartsen / szene Salzburg, 2010)
- All the way out there...  (Mette Ingvartsen / Great Investment in collaboration with Guillem Mont de Palol, 2011)
- Speculations (Mette Ingvartsen / Great Investment, 2011)
- The Artificial Nature Project (Mette Ingvartsen / Great Investment, 2012)
- 69 positions (Mette Ingvartsen / Great Investment, 2014)
- 7 pleasures (Mette Ingvartsen / Great Investment, 2015)
- To come (extended) (Mette Ingvartsen / Great Investment, 2017)
- 21 pornographies (Mette Ingvartsen / Great Investment, 2017)